# Pleurodema brachyops
Espèce
Synonymes
- Pleurodema elegans Steindachner, 1863 nec Bell, 1843
- Lystris brachyops Cope, 1869 "1868"
- Pleurodema sachsi Peters, 1877

Statut de conservation UICN

 LC  : Préoccupation mineure
Pleurodema brachyops est une espèce d'amphibiens de la famille des Leptodactylidae.

## Répartition
Cette espèce se rencontre jusqu'à 500 m d'altitude, :
- au Guyana ;
- dans le nord du Brésil dans l'État du Roraima ;
- au Venezuela  ainsi que sur l'île Margarita ;
- à Aruba ;
- dans l'Est et le Nord de la Colombie ;
- au Panama.

Elle a été introduite à Curaçao, à Bonaire et à Klein Bonaire.

## Publication originale
- Cope, 1869 "1868" : Sixth Contribution to the Herpetology of Tropical America. Proceedings of the Academy of Natural Sciences of Philadelphia, vol. 20, p. 305-313 (texte intégral).